# Umanesimo veneziano
Per umanesimo veneziano si intende la declinazione storico-geografica del movimento umanista all'interno dell'area della Repubblica di Venezia. Già fiorente a partire dall'inizio del XV secolo grazie all'annessione di Padova, una delle principali roccaforti spirituali dell'eredità petrarchesca, l'umanesimo veneto si caratterizzò essenzialmente in due direttrici: la prima, quella pedagogica, volta alla formazione dei futuri uomini politici dello Stato appartenenti all'aristocrazia; la seconda, quella celebrativo-encomiastica, che trovò espressione nel genere della storiografia. Durante la seconda metà del XV secolo, inoltre, si sviluppò l'editoria libraria a cura del noto Aldo Manuzio, rendendo la città lagunare il centro principale per la diffusione della stampa a caratteri mobili.

## Caratteri generali

### Le origini

#### Il modello pedagogico e storiografico

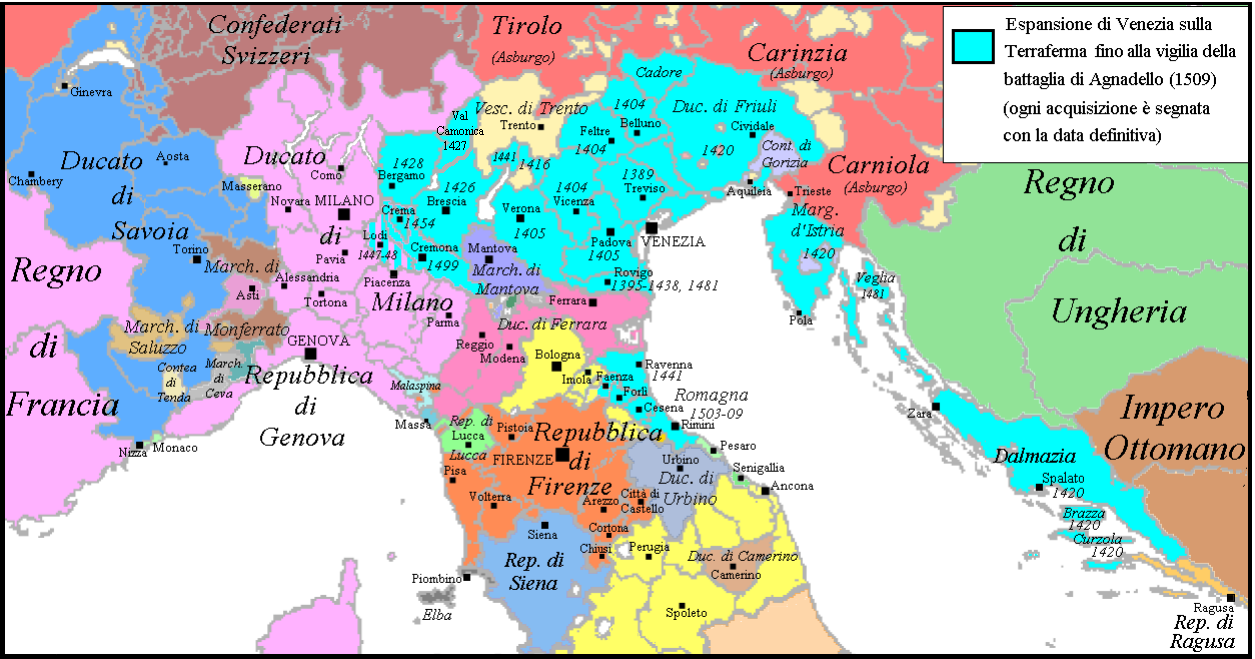
La mappa mostra i Domini di Terraferma della Serenissima dalla Pace di Lodi (1454) fino alla Battaglia di Agnadello (1509). I territori acquisiti con la Pace di Lodi furono il frutto degli sforzi bellici compiuti nel primo Quattrocento da parte del doge Francesco Foscari.

In seguito all'espansione militare sulla terraferma e l'acquisizione di Verona, Padova e Vicenza sotto l'energico dogado di Francesco Foscari (1423-1457), la Serenissima permise la fusione della coscienza umanistica con la volontà di rendere prestigioso lo Stato, nell'intento di formare future classi dirigenti che sostenessero, in chiave storiografica, la grandezza della patria. Tutte e tre le città conquistate, difatti, erano luoghi significativi per l'umanesimo: a Verona nacque Guarino Veronese, patrocinatore della pedagogia umanista con Vittorino da Feltre; Padova si poteva considerare la "sede spirituale" del petrarchismo per la forte impronta che l'insegnamento dell'Aretino ebbe sull'élite politica e culturale locale; a Vicenza, infine, nacque l'umanista "politico" Antonio Loschi, allievo di Coluccio Salutati e futuro cancelliere del duca di Milano Gian Galeazzo Visconti. I veneziani, dopo aver esaltato Petrarca quale "nume tutelare" della nuova cultura veneta, diedero inizio allo sviluppo della pedagogia umanistica.

#### La religiosità
Altra caratteristica peculiare dell'umanesimo veneto fu la forte dimensione religiosa che lo contraddistinse rispetto agli altri umanesimi. Gli umanesimi fiorentino, romano e lombardo, se ebbero degli esponenti legati a varie forme dell'umanesimo cristiano (come, per esempio, i fiorentini Ambrogio Traversari e Giannozzo Manetti, oltre al lombardo Antonio da Rho), si contraddistinsero in generale per la forte tensione laicista di alcune frange della nuova cultura contro le resistenze della Scolastica medievale, l'umanesimo veneto fu praticamente alieno da queste divisioni ideologiche:
(Branca)

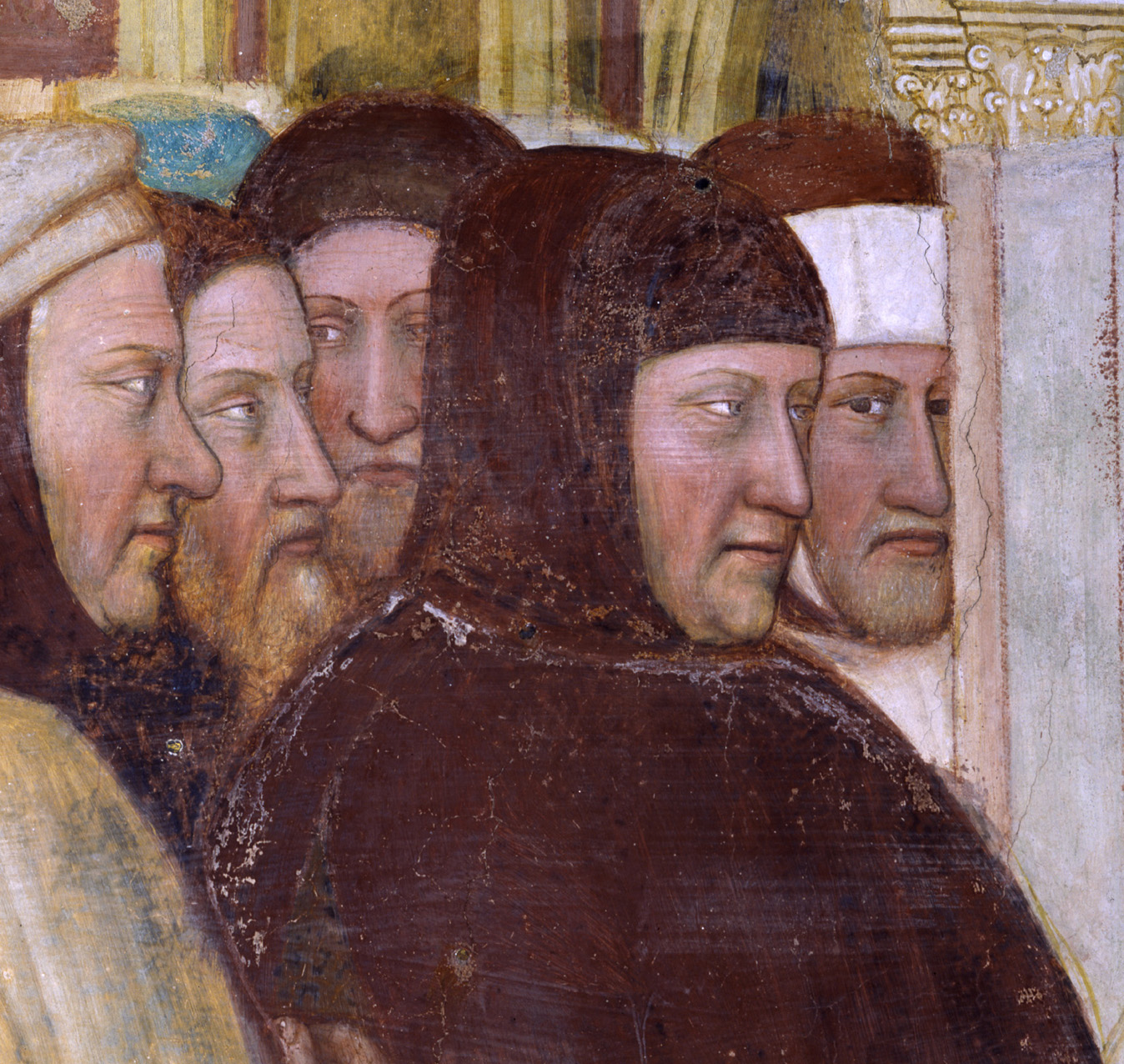
Altichiero, Ritratto di Francesco Petrarca (in primo piano) e di Lombardo della Seta, particolare tratto dall'affresco rappresentante l'episodio di San Giorgio battezza re Servio di Cirene, Oratorio di San Giorgio, 1376, Padova.

La motivazione risale al legame con l'umanesimo cristiano di Petrarca. Costui, che visse a Venezia tra il 1362 e il 1367, oltre a stilarvi il proprio testamento, fu anche la sede dei suoi scontri più acri nei confronti dell'aristotelismo padovano, da cui scaturì il trattato De sui ipsius et multorum ignorantia, vero e proprio manifesto del platonismo cristiano adottato dall'Aretino contro la scolastica. L'eredità ideologico-religiosa petrarchesca, mirante a conciliare la nuova cultura con il Cristianesimo, permise all'umanesimo veneto di non cadere nelle diatribe che contraddistinsero gli altri umanesimi italiani del '400.

### Firenze e Venezia: due umanesimi differenti
L'umanesimo veneziano si può inquadrare, nella sua declinazione geo-politica, in un umanesimo politico non molto dissimile da quello adottato dalla Repubblica di Firenze, se non per un elemento legato alla sfera socio-politica. La differenza tra i due modelli repubblicani fiorentino e veneziano consisteva, difatti, nella flessibilità delle classi sociali: se a Firenze uomini umili, grazie al loro ingegno, potevano essere notati dalle famiglie magnatizie rendendoli celebri ed onorati, a Venezia tale esempio di meritocrazia era praticamente assente, rendendola a tutti gli effetti una repubblica nobiliare di stampo fortemente oligarchico.

## Il primo Quattrocento

### La pedagogia

#### Pier Paolo Vergerio e le scuole "patrizie"

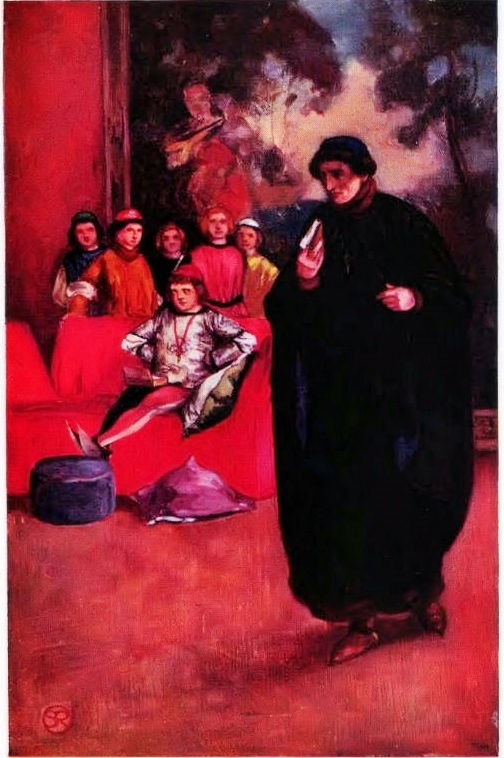
Il primo incontro di Vittorino con l'erede dei Gonzaga, disegno preso da Vittorino da Feltre: a prince of Teachers, a cura di una Suora di Notre Dame, McDonald and Evans, Londra 1908, p. 81

L'importanza della filosofia umanista a Venezia venne recepita già a partire dagli anni '60 del '300, quando Petrarca, supportato dal Cancelliere e ammiratore Benintendi Ravagnani, aveva stabilito dei contatti con la Repubblica, nel tentativo di donarle, al momento della morte, la sua biblioteca privata. Benché non avesse risieduto che pochissimo tempo a Venezia, Petrarca gettò il seme della sua rivoluzione culturale tramite i contatti epistolari con l'élite intellettuale veneziana. Il primo importante umanista in area veneta fu Pier Paolo Vergerio il vecchio (1370-1444). Vergerio, pedagogo e autore di un celebre epistolario, si era formato a Padova e, dopo la sua conversione all'umanesimo, pubblicandovi un'edizione critica dell'Affrica. Entrato in contatto, durante il soggiorno fiorentino, con Coluccio Salutati ed Emanuele Crisolora, Vergerio raffinò ulteriormente la padronanza di ambo le lingue classiche, favorendone la diffusione poi a Venezia. Vergerio, inoltre, cercò anche di rendere il nascente umanesimo uno strumento del potere in mano alla Repubblica, spingendo la classe dirigente repubblicana a fondare scuole ove si potessero formare studiosi ed intellettuali finalizzati a questo scopo. Il Vergerio stesso contribuì a fornire alla cultura veneta un "modello" di trattato filo-governativo, cioè il trattato intitolato De republica veneta, in cui viene esaltata la costituzione mista di Venezia, prendendo spunto dal modello aristotelico e polibiano.

#### Leonardo Giustiniani
Il Vergerio trovò un grande aiuto, per il suo progetto educativo, nella figura del patrizio e allievo di Guarino Leonardo Giustiniani (1388-1446). Membro di una delle più illustri famiglie patrizie veneziane e umanista lui medesimo (importante la traduzione in latino delle Vite plutarchee di Cimone e Lucullo), Leonardo Giustiniani fu autore di un'orazione funebre a Carlo Zeno del 1419, in cui il Giustinian elogia il tipico servitore dello Stato. Più che un grande umanista, il Giustiniani fu un fervente promotore del programma scolastico propugnato dal Vergerio e dal Barbaro (suoi furono i risultati ottenuti con l'apertura delle scuole di Rialto e di San Marco, negli anni '40), ritagliandosi momenti di tranquillità in cui manenteneva contatti con Flavio Biondo e Francesco Filelfo o si dedicava alla poesia in volgare, uno dei pochi esponenti in tale lingua della prima metà del secolo. Il Giustinian non fu l'unico della sua famiglia ad occuparsi dell'evoluzione del nascente umanesimo: il fratello Lorenzo, primo patriarca di Venezia, umanista cristiano e poi proclamato santo; e il figlio Bernardo (1408-1489), autore del De origine urbis venetiarum.

#### Pedagoghi veneti
Caposcuola della pedagogia veneta fu l'umanista e pedagogo Giovanni Conversini (1343-1408), maestro di Guarino Veronese e di Vittorino di Feltre e già fondatore di scuole a Treviso e a Padova. Guarino Guarini e Vittorino, benché il loro ricordo sia legato più alle loro patrie adottive (per il primo Ferrara e il secondo Mantova), insegnarono alcuni anni nelle scuole della Serenissima. Guarino, dopo gli studi di greco antico compiuti sotto l'egida di Emanuele Crisolora prima in patria e poi a Costantinopoli, tra il 1411 e il 1418 fu attivo a Venezia quale docente di lettere classiche, ove ebbe come allievi Francesco Barbaro, Leonardo Giustinian e il futuro doge Francesco Foscari. Vittorino da Feltre, pedagogo che unì le arti del trivium e del quadrivium alla nuova cultura umanistica, insegnò per vari anni prima a Padova e poi a Venezia, prima di giungere alla corte di Gianfrancesco Gonzaga. Infine, altro prosecutore dell'opera di Conversini fu poi Gasparino Barzizza (1360-1431), il quale, oltre a Venezia, insegnò a Pavia e a Milano.

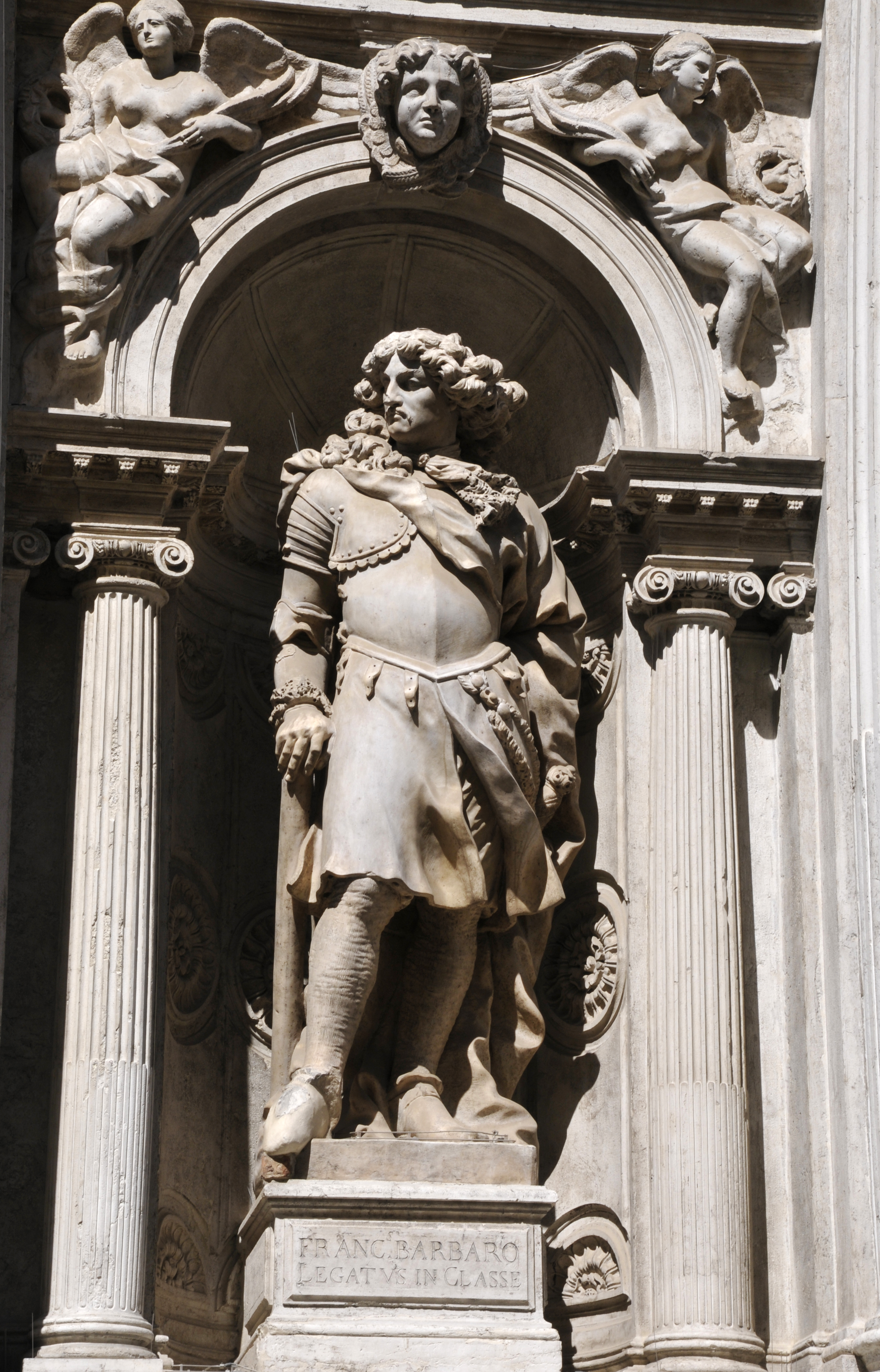
Francesco Barbaro, statua attribuita a Enrico Merengo sulla facciata di Santa Maria del Giglio a Venezia.

### La storiografia

#### Lauro Quirini e Francesco Barbaro
Risultato di questi sforzi fu una vera e propria proliferazione di scritti celebrativi di Venezia e del suo sistema di governo. Tra i più significativi prodotti dell'umanesimo veneto si ricordano quelli di Lauro Quirini (1420-1479) e di Francesco Barbaro (1390-1454)

Di Lauro Quirini ricordiamo principalmente la definizione di nobiltà secondo la società oligarchica veneziana, esposta nel trattato De Nobilitate e scritto in chiave polemica con Poggio Bracciolini che, al contrario, negava valore alla nobiltà. Quirini, in un discorso articolato e complesso, afferma che la nobiltà è sia un valore intrinseco (proveniente da Dio e trasmesso nelle creature maggiori, i nobili), sia un valore da acquisire tramite l'esercizio dei valori dell'età classica. Avendo come fonte la Politica di Aristotele, Quirini compose un De Republica in cui afferma che nessuna delle tre forme di governo (monarchia, oligarchia e democrazia) sono aliene da difetti, e che soltanto in una res publica in cui pochi governano lo Stato per incarico di molti, con a capo un re sorvegliato dal popolo, lo Stato può funzionare.

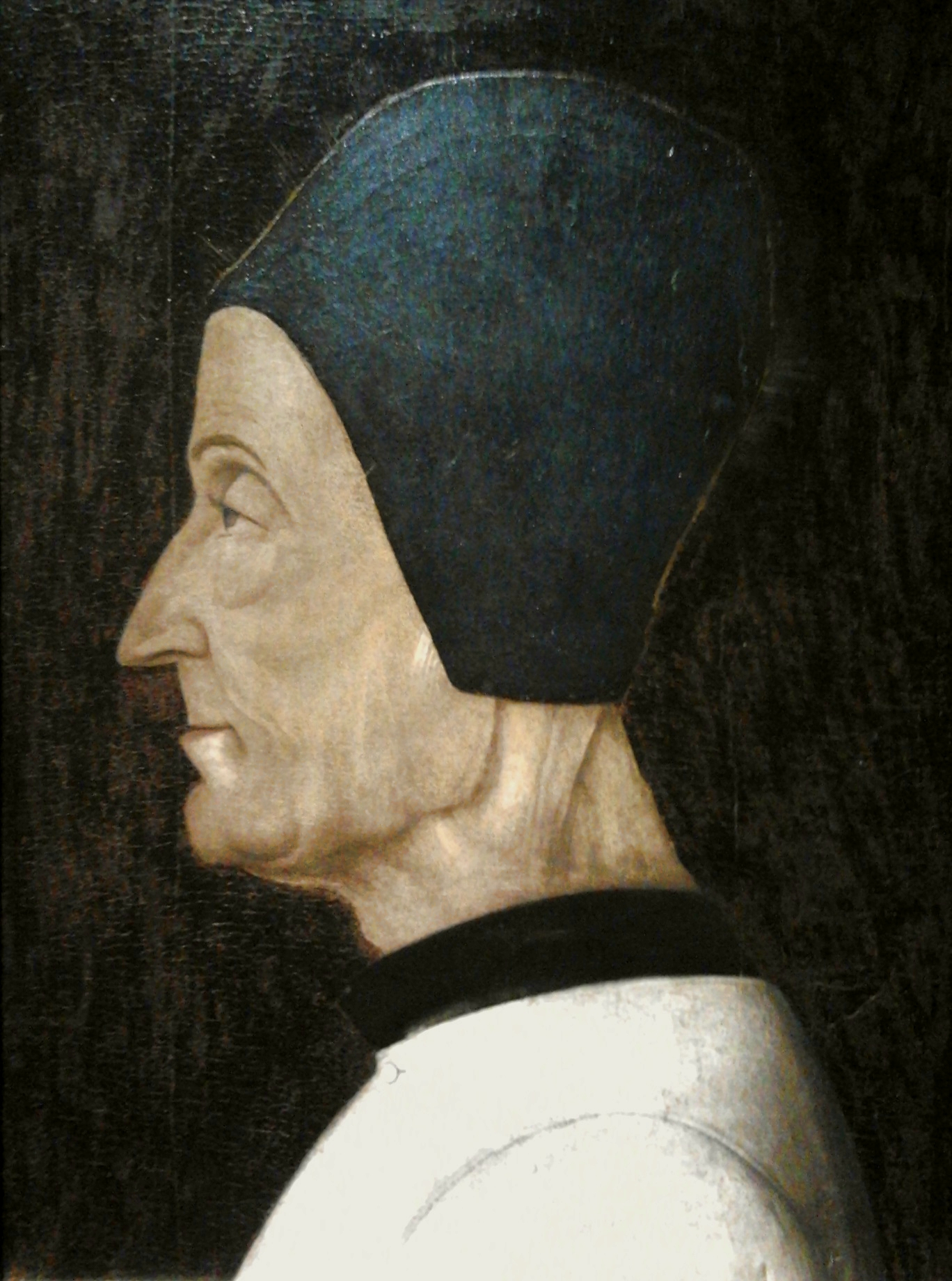
Gentile Bellini, San Lorenzo Giustiniani, 1465, seminario patriarcale, Venezia.

Francesco Barbaro è considerato l'umanista più importante che Venezia abbia mai avuto, il «campione dell'interesse della classe dirigente della Serenissima per la nuova cultura». Allievo di Guarino, Barzizza e Conversini, Barbaro diede impulso allo studio della letteratura greca da un lato traducendo Plutarco, dall'altro difendendone, nel trattato Apologia de rerum graecarum, la sua dignità culturale da chi invece la vedeva come superflua per la preparazione dell'umanista. Dopo un soggiorno a Firenze (1415) ove conobbe Leonardo Bruni, Niccolò Niccoli e Giovanni de' Medici, Barbaro diventò senatore della Serenissima nel 1419. In questa veste, dal 1419 fino al 1454, Francesco Barbaro, coadiuvato dal già citato Leonardo Giustinian, si dedicò anima e corpo alla progettazione concreta dell'umanesimo politico veneziano tramite l'attività politica (procuratore di San Marco nel 1452) e quella letteraria. Tra i lavori principali di questo periodo ricordiamo il De re uxoria, trattatello famigliare in cui Barbaro sottolinea l'importanza della madre nell'educazione del bambino secondo i costumi patrii.

### Lorenzo Giustiniani
Già nella prima metà del Quattrocento a Venezia cominciarono a farsi notare, anche, i primi esponenti di quell'umanesimo cristiano che caratterizzano l'umanesimo veneto. Tra i primi esponenti spicca la figura di Lorenzo Giustiniani (1381-1456), fratello di Leonardo. Energico promotore della riforma della Chiesa, Lorenzo entrò poco più che ventenne nell'ordine benedettino, dimorando nel monastero posto sull'isola di San Giorgio in Alga fino al 1433, quando fu prima nominato vescovo di Castello dall'ex confratello Eugenio IV e poi, da Niccolò V, primo patriarca di Venezia dal 1451. Benché la sua produzione fosse legata soprattutto alla trattatistica moralistica e teologica di sapore medioevale, Lorenzo Giustiniani viene inquadrato nell'alveo dell'umanesimo non soltanto per il legame che egli ebbe con Guarino Veronese e con il camaldolese Ambrogio Traversari, ma anche perché il processo di riforma della Chiesa da lui attuato in comunione con un altro vescovo ed erudito veneto, Ludovico Barbo, sarà raccolto nei decenni successivi dai monaci della sua congregazione e dall'umanista olandese Erasmo da Rotterdam.

## Il secondo Quattrocento

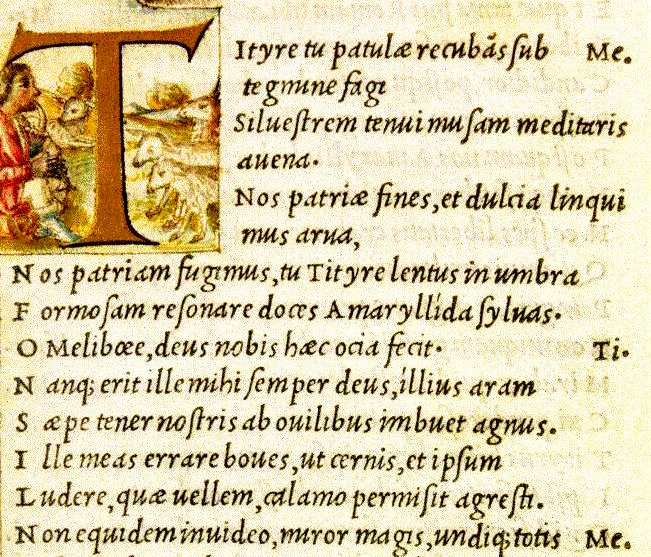
L'edizione aldina delle Bucoliche virgiliane, del 1501. Nell'immagine sono riportati i primi versi della prima bucolica.

### L'editoria e Aldo Manuzio
(Branca)
A partire dagli anni settanta, difatti, Venezia divenne la capitale del libro, grazie all'opera prima dei fratelli Johann e Wendelin von Speyer, poi del francese Nicolas Jenson ed infine, a partire dal 1490, da Aldo Manuzio, formatosi alla corte dei Pico e grande amico non soltanto del loro rampollo Giovanni, ma anche del Poliziano e di Erasmo da Rotterdam. Quest'ultimo, destinato a diventare il «più grande stampatore veneziano del Cinquecento», si rese celebre per la produzione di edizioni tascabili dei grandi classici latini e greci (le cosiddette edizioni aldine), le quali avevano inoltre il vantaggio di essere economiche, ben illustrate e corredate dai commenti dei più importanti studiosi dell'epoca.

### L'orientamento filosofico-religioso e filologico

#### L'influenza di Bessarione e della sua biblioteca
Basilio Bessarione (1403-1472), greco oriundo di Trebisonda e forte sostenitore dell'unione tra la Chiesa ortodosso-bizantina e quella romana, dopo la fine del Concilio ecumenico di Firenze (1439), fu nominato cardinale e passò al servizio del papato, intervenendo presso la Curia per un'efficace politica volta a proteggere e sostenere Costantinopoli, minacciata costantemente dagli Ottomani. Uomo straordinariamente colto, il Bessarione favorì la diffusione della cultura e della filosofia greca in Occidente in seguito alla caduta dell'Impero bizantino (1453), creando intorno a sé un circolo di eruditi (l'Accademia romana) e raccogliendo, per quanto gli fu possibile, i manoscritti contenenti il sapere ellenico. Quando l'anziano cardinale morì a Ravenna, in base a delle trattative già avviate in precedenza con la Repubblica di San Marco nel 1468, la sua enorme biblioteca (costituita da 482 manoscritti greci, 264 latini, per arrivare al numero di 1000 volumi al momento della sua morte) passò in eredità dello Stato veneto (cosa che invece fallì miseramente con Petrarca un secolo prima), determinando in tal modo un incremento nello sviluppo della futura Biblioteca nazionale Marciana e favorendo le tendenze greco-ellenizzanti dell'ultimo umanesimo veneto. Fu infatti in questo ultimo trentennio del Quattrocento veneto che i maggiori protagonisti della vita culturale della Serenissima (Ermolao Barbaro e, in misura minore, Bernardo Bembo) si concentrarono sulla speculazione filosofica, sul tentativo di accordare Aristotele con Platone e sull'applicazione della filologia perfezionata da Lorenzo Valla.

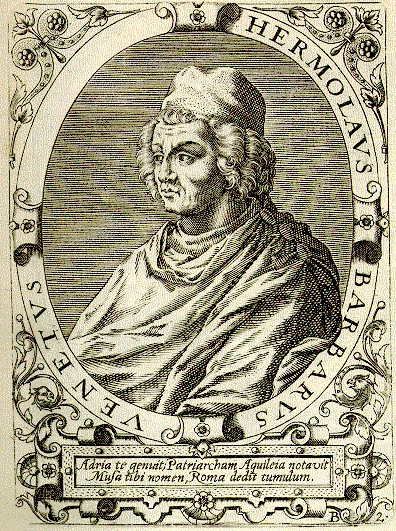
Jean-Jacques Boissard e Johann Theodor de Bry, Ermolao Barbaro, incisione su rame, 1597.

#### Ermolao Barbaro il Giovane
Considerato come il più grande umanista veneziano, Ermolao Barbaro (1454-1493), chiamato "il Giovane" per distinguerlo dall'omonimo prozio vescovo di Verona e lui stesso umanista, fu la sintesi delle tendenze dell'umanesimo veneto. Vittore Branca sintentizza efficacemente la figura del Barbaro con questa presentazione:
(Branca)
Giovane prodigio, fu già in giovanissima età proclamato poeta laureato dall'imperatore Federico III a Verona (1468), per poi ricevere nel 1474 prima e nel 1477 i dottorati in artibus e quello in utroque iure, durante gli anni settanta dimostrò un'ottima padronanza filologica traducendo dal greco Aristotele, esponendo non soltanto una comunione culturale dei due filosofi, come fu testimoniato dal Bessarione; ma anche l'uguaglianza della filologia e della filosofia, in quanto «la filosofia è intesa come ricerca del vero tra i tanti miti e superstizioni depositati nella tradizione, così come la filologia ricerca la verità nel testo», accogliendo con quest'ultima affermazione l'eredità del Valla. In stretto contatto sia con Agnolo Poliziano che con Giovanni Pico della Mirandola, il suo programma culturale rimandava anche a quella religiosità espressa dal monastero benedettino di San Giorgio in Alga.